# Жабљек
Жабљек (словен. Žabljek) је насељено место у општини Словенска Бистрица, Подравска регија, Словенија.

## Историја
До територијалне реорганизације у Словенији био је у саставу старе општине Словенска Бистрица.

## Становништво
У попису становништва из 2011. године, Жабљек је имао 165 становника.
| Број становника према пописима | Број становника према пописима | Број становника према пописима |
| ------------------------------ | ------------------------------ | ------------------------------ |
| 1991                           | 2002                           | 2011                           |
| 142                            | 162                            | 165                            |

Напомена: Године 1987. смањен за део насеља који је спојен са посебним деловима насеља: Згорња Брежница, Лапорје и Разгор при Жабљеку у ново самостално насеље Крижни Врх. Године 2017. извршена је мања размена територија између насеља Видеж и Жабљек.